# Genoa Cricket and Football Club 1907-1908
Questa voce raccoglie le informazioni riguardanti il Genoa Cricket and Football Club nelle competizioni ufficiali della stagione 1907-1908.

## Stagione
Nel 1908 la Federazione decise di riservare il massimo torneo italiano alle squadre senza stranieri. Di conseguenza il Milan campione in carica, il Genoa e il Torino rifiutarono di partecipare. Al fronte dei contestatori si unì la Juventus dopo la propria eliminazione da parte della Pro Vercelli. Viste le forti e influenti opposizioni, la Federazione rinunciò alla linea autarchica dopo la conclusione del campionato.
Il Genoa partecipò così solo alla Coppa Goetzlof, che si aggiudicò, e alla Palla Dapples.

## Divise
La maglia per le partite casalinghe presentava i colori attuali (anche se la dicitura ufficiale era rosso granato e blu) ma a differenza di oggi il blu era posizionato a destra.
La seconda maglia era la classica maglia bianca con le due strisce orizzontali rosso-blu sormontate dallo stemma cittadino.

## Organigramma societario
Area direttiva
- Presidente: Edoardo Pasteur

Area tecnica
- Capitano/Allenatore: Vieri Arnaldo Goetzlof
- Commissione tecnica: Luigi Ferraris ed Emilio Storace

## Rosa
| N. |                           | Ruolo | Calciatore             |
| -- | ------------------------- | ----- | ---------------------- |
|    | Italia (bandiera)         | P     | Bancalari              |
|    | Italia (bandiera)         | P     | Alessandro Brunoldi    |
|    | non conosciuta (bandiera) | P     | Machwürt               |
|    | Inghilterra (bandiera)    | P     | Frederick White        |
|    | Italia (bandiera)         | D     | Giuseppe Castruccio    |
|    | Italia (bandiera)         | D     | Aleyandro Cevasco      |
|    | Italia (bandiera)         | D     | Silvio Marengo         |
|    | Italia (bandiera)         | C     | Felice Crocco          |
|    | Italia (bandiera)         | C     | Luigi Ferraris         |
|    | Italia (bandiera)         | C     | Gino Gibelli           |
|    | Italia (bandiera)         | C     | Vieri Arnaldo Goetzlof |

| N. |                     | Ruolo | Calciatore             |
| -- | ------------------- | ----- | ---------------------- |
|    | Svizzera (bandiera) | C     | Konrad Walter Herrmann |
|    | Svizzera (bandiera) | C     | Eugen Herzog           |
|    | Italia (bandiera)   | A     | Paolo Ravano           |
|    | Italia (bandiera)   | C     | Hector Schnitzer       |
|    | Italia (bandiera)   | C     | Alberto Sussone        |
|    | Italia (bandiera)   | A     | Emilio Borgioli        |
|    | Belgio (bandiera)   | A     | De Bruyn               |
|    | Svizzera (bandiera) | A     | Giroud                 |
|    | Svizzera (bandiera) | A     | Daniel Hug             |
|    | Italia (bandiera)   | A     | Giacomo Marassi        |
|    | Italia (bandiera)   | A     | Arnaldo Marengo        |

## Calciomercato
| Acquisti | Acquisti               | Acquisti   | Acquisti   |
| R.       | Nome                   | da         | Modalità   |
| -------- | ---------------------- | ---------- | ---------- |
| P        | Frederick White        | Genoa II   | definitivo |
| C        | Konrad Walter Herrmann | Winterthur | definitivo |
| C        | Eugen Herzog           | San Gallo  | definitivo |
| C        | Paolo Ravano           |            | svincolato |
| C        | Hector Schnitzer       | Liguria    | definitivo |
| A        | Daniel Hug             | Basilea    | definitivo |

| Cessioni | Cessioni          | Cessioni     | Cessioni      |
| R.       | Nome              | a            | Modalità      |
| -------- | ----------------- | ------------ | ------------- |
| P        | Paolo Langeri     |              | fine carriera |
| D        | Pio Leporati      | Andrea Doria | definitivo    |
| C        | Attilio Chiarella |              | fine carriera |
| C        | Hugo Schmidli     |              | svincolato    |
| A        | Marco Saviane     |              | fine carriera |

## Risultati

### Prima Categoria[4]
Il Genoa non disputò alcun incontro ufficiale nel 1908. Partecipò solamente alla Palla Dapples e alla Coppa Goetzlof.

## Statistiche

### Statistiche di squadra
| Competizione    | Punti | In casa | In casa | In casa | In casa | In casa | In casa | In trasferta | In trasferta | In trasferta | In trasferta | In trasferta | In trasferta | Totale | Totale | Totale | Totale | Totale | Totale | DR |
| Competizione    | Punti | G       | V       | N       | P       | Gf      | Gs      | G            | V            | N            | P            | Gf           | Gs           | G      | V      | N      | P      | Gf     | Gs     | DR |
| --------------- | ----- | ------- | ------- | ------- | ------- | ------- | ------- | ------------ | ------------ | ------------ | ------------ | ------------ | ------------ | ------ | ------ | ------ | ------ | ------ | ------ | -- |
| Prima Categoria | 0     | 0       | 0       | 0       | 0       | 0       | 0       | 0            | 0            | 0            | 0            | 0            | 0            | 0      | 0      | 0      | 0      | 0      | 0      | 0  |

### Statistiche dei giocatori
| Giocatore      | Campionato Italiano | Campionato Italiano |
| Giocatore      | Presenze            | Reti                |
| -------------- | ------------------- | ------------------- |
| A. Brunoldi    | 0                   | 0                   |
| G. Castruccio  | 0                   | 0                   |
| A. Cevasco     | 0                   | 0                   |
| F. Crocco      | 0                   | 0                   |
| De Bruyn       | 0                   | 0                   |
| L. Ferraris    | 0                   | 0                   |
| G. Gibelli     | 0                   | 0                   |
| Giroud         | 0                   | 0                   |
| V. A. Goetzlof | 0                   | 0                   |
| K. W. Herrmann | 0                   | 0                   |
| E. Herzog      | 0                   | 0                   |
| D. Hug         | 0                   | 0                   |
| G. Marassi     | 0                   | 0                   |
| A. Marengo     | 0                   | 0                   |
| S. Marengo     | 0                   | 0                   |
| P. Ravano      | 0                   | 0                   |
| H. Schnitzer   | 0                   | 0                   |
| A. Sussone     | 0                   | 0                   |